# Alfred Stock
Alfred Stock (16. července 1876 Gdaňsk – 12. srpna 1946 Aken) byl německý anorganický chemik. Prováděl průkopnický výzkum boranů a silanů a věnoval se koordinační chemii, technologii vysokého vakua a toxicitě rtuti.
Mezi jeho vynálezy patří Stockovo vysokovakuové zařízení (skleněné zařízení umožňující práci s vysoce hořlavými a jedovatými látkami ve vysokém vakuu). Popsal principy chemie kovových chelátových komplexů a zavedl termín ligand. Popsal systém pojmenování oxidačního stavu atomu ve sloučenině, který je po něm pojmenován Stockův systém nebo Stockova nomenklatura.
V roce 1923 byl neúspěšně nominován na Nobelovu cenu za chemii. Od roku 1950 do roku 2020 uděloval Spolek německých chemiků cenu Alfreda Stocka Memorial Prize za vynikající vědeckou práci v oblasti anorganické chemie.

## Vzdělání a kariera

Humboldtova univerzita v Berlíně - současnost

Alfred Stock se narodil v Gdaňsku a po základní škole navštěvoval gymnázium Friedrich-Werdera v Berlíně. V roce 1894 začal studovat chemii na Univerzitě Friedricha Wilhelma (nyní Humboldtova univerzita) v Berlíně. Po dokončení obhájil disertační práci o kvantitativní separaci arsenu a antimonu a získal doktorský titul.
V roce 1899 pracoval jeden rok s francouzským chemikem a toxikologem Henri Moissanem v Paříži. Byl mu svěřen úkol syntetizovat dosud neznámé sloučeniny boru a křemíku.
V roce 1904 se stal profesorem na univerzitě ve Vratislavi a v roce 1916 nahradil Richarda Willstättera ve funkci ředitele Institutu císaře Viléma pro chemii v Berlíně. Po těžké otravě rtutí potřeboval práci bez styku s touto toxickou látkou, proto pracoval v letech 1926 až 1936 jako ředitel chemického oddělení na Technische Hochschule v Karlsruhe.
V roce 1932 byl čtyři měsíce hostujícím profesorem na Cornellově univerzitě v Ithace ve státě New York. Během této doby přednášel a prováděl experimenty v New Yorku, Chicagu, Baltimoru a dalších amerických městech. Věnoval se zejména chemii boru a beryllia.
Od roku 1936 do roku 1938 byl prezidentem Německé chemické společnosti. Po odchodu do důchodu v roce 1936 se přestěhoval z Karlsruhe do Berlína. Po druhé světové válce se Alfred Stock snažil oživit německou chemii přednáškami a memoáry. Jeho nemoci a stáří mu to však dlouho nedovolily. Zemřel v srpnu 1946 v malém městě Aken poblíž Dessau ve věku 70 let.

## Výzkum boranů a silanů

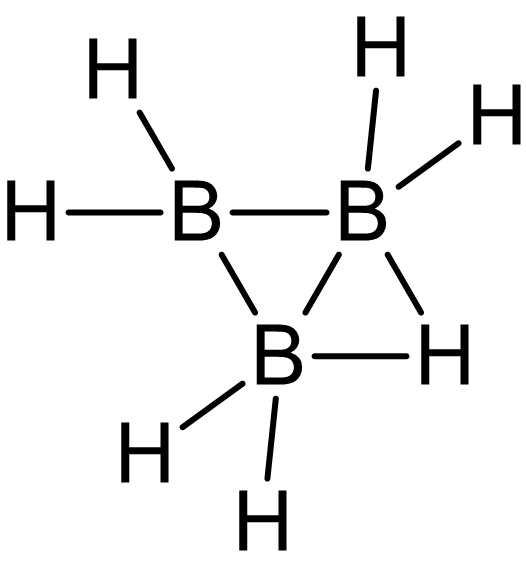
Příklad boranů - triboran

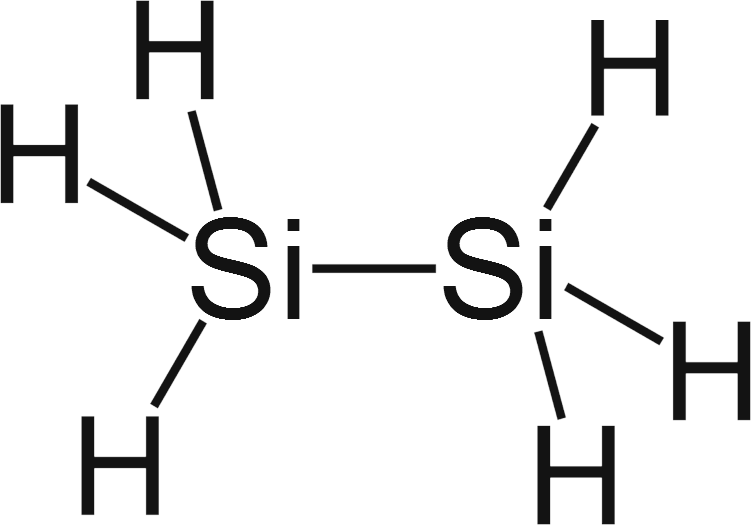
Příklad silanů - disilan

V roce 1909 začal Alfred Stock ve Vratislavi studovat borany (hydridy boru s obecným vzorcem BxHy). Kvůli jejich extrémní reaktivitě a hořlavosti na vzduchu nemohly být hydridy boru vyčištěny, dokud kolem roku 1912 nevyvinul metody separace pomocí vysokovakuových rozdělovačů. Podobnou práci prováděl na silanech (hydridy křemíku s obecným vzorcem SixHy).
Hydridy boru a křemíku představovaly první skupinu binárních sloučenin, která se přiblížila bohatosti uhlovodíků z hlediska strukturní rozmanitosti. Objasnění jejich struktur a souvisejících vazebných modelů velmi rozšířilo rozsah anorganické chemie. Hydridy boru (především diborany) se později začaly používat jako činidla pro organickou syntézu, zdroj různých ligandů a stavebních bloků. Spolu s Henrim Moissanem objevil Alfred Stock borid křemíku.

## Další výzkum
- Od roku 1917 se Alfred Stock zabýval koordinační chemii a zavedl termín ligand (z latinského ligare - česky vázat). Počet ligandů vázaných k centrálnímu kovu nazval monodentát, bidentát, tridentát atd. Vzhledem k zavedení konceptu ligandu byl také schopen určit další vlastnosti chelatace, což je proces vzniku komplexních sloučenin s navázanými kovovými kationty (například železo, hořčík, měď, vápník).
- V roce 1919 poprvé publikoval svůj systém názvosloví binárních sloučenin - Stockův systém (Stockova nomenklatura), ve kterém popsal a pojmenoval oxidační stavy atomu ve sloučenině. V roce 1924 německá komise doporučila, aby byl Stockův systém s určitými úpravami přijat. Tento systém se dosud používá po celém světě.
- V roce 1921 Alfred Stock poprvé připravil kovové beryllium elektrolýzou roztavené směsi fluoridu sodného a fluoridu beryllnatého. Tato metoda zpřístupnila beryllium pro průmyslové použití, například ve speciálních slitinách, sklech a pro výrobu oken v rentgenových trubicích.

## Výzkum rtuti a otravy rtutí
V roce 1923 onemocněl Alfred Stock chronickou otravou rtutí, kterou používal v některých jím vynalezených laboratorních přístrojích. Zavedl proto citlivé testy a navrhl vylepšené laboratorní techniky pro zacházení se rtutí, které měly minimalizovat riziko otravy. Začal také hlasitě protestovat proti používání rtuti a jejich slitin. Ty označil za nestálé sloučeniny, které trvale vylučují rtuť v podobě odloučených částeček a plynných iontů. Publikoval více než 50 článků o vlastnostech rtuti a především o její toxicitě.
Na základě jeho článků byla v Berlíně založena komise, která měla vyšetřit případy možné intoxikace rtutí a poprvé byl použit termín mikromerkurialismus. To je otrava rtutí, která je rozdělena do tří stupňů podle příznaků. Nemírnější první stupeň se vyznačuje sníženou výkonností a podrážděností. U druhého stupně dochází ke zduření nosní sliznice, potížím při dýchání, krvácení dásní, srdečnímu třesu a sklonu k průjmům. Pro třetí stupeň je charakteristická slabost, nespavost, snížení duševní výkonnosti, deprese a poruchy srdečního rytmu.
Veškeré výsledky zkoumání vypracované Alfredem Stockem byly potvrzeny i jinými vědci. V roce 1928 na základě jeho varování před otravou rtutí upustili němečtí zubaři od používáním amalgámu mědi.

## Soukromý život
Dne 21. srpna 1906 se Alfred Stock oženil s bohatou dcerou továrníka Clarou Emilií Idou Venzky. Z manželství vzešly dvě dcery Hildegarda Ida a Ursula Adelheid Elly.
Od roku 1933 byl Alfred Stock členem Národně socialistické německé dělnické strany (NSDAP). Byl antisemita a v korespondenci se svým americkým kolegou chemikem Louisem Monroe Dennisem se dopouštěl antisemitských výroků a požadoval vyloučení židovských vědců z univerzit v Německu.
Za druhé světové války poškodily dům Stockových bomby. V září 1943 se proto s manželkou přestěhoval do Bad Warmbrunnu ve Slezsku. Proud uprchlíků je v únoru 1945 donutil znovu se přesunout na západ. Ubytovali se v Akenu (poblíž Dessau), kde Alfred Stock 12. srpna 1946 zemřel ve věku 70 let.

## Vyznamenání

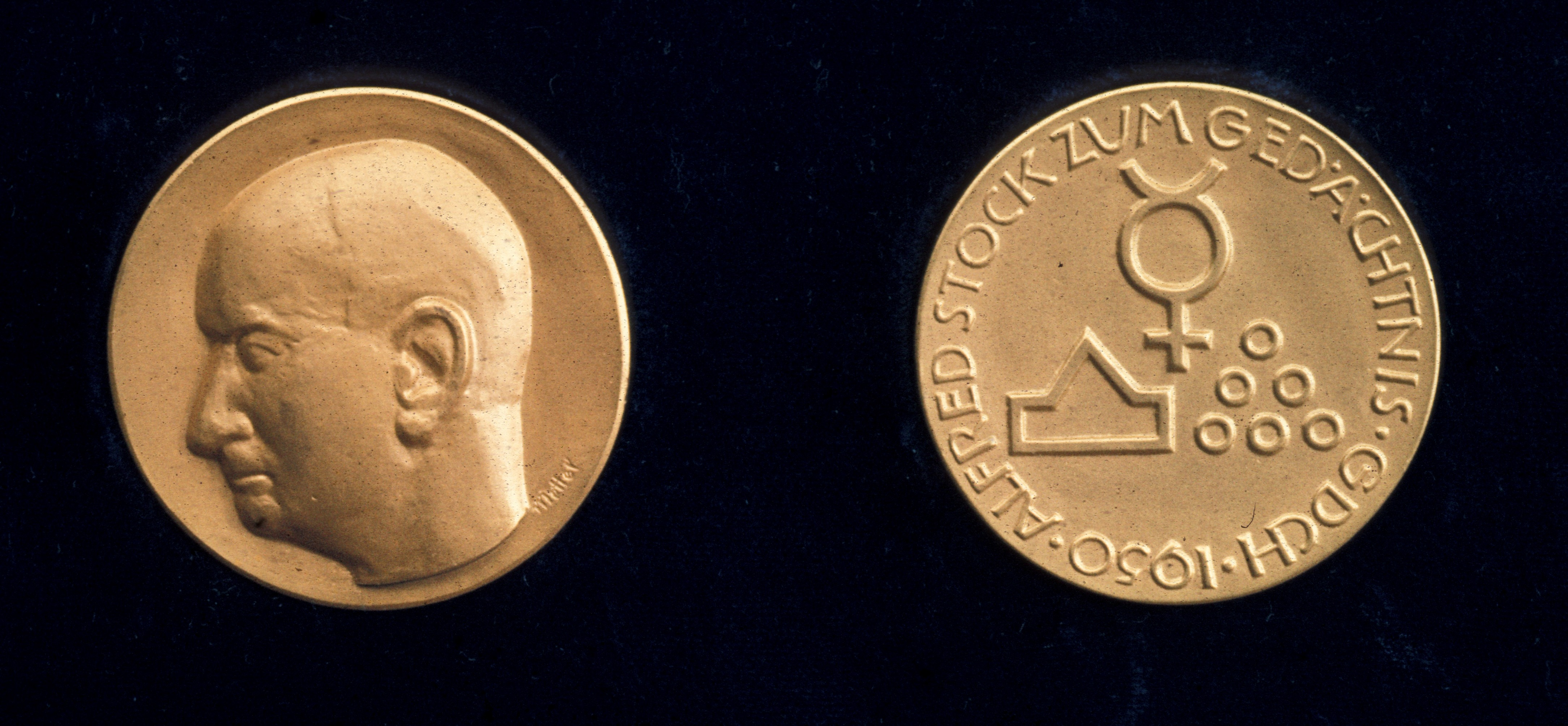
Pamětní cena Alfreda Stocka

- V roce 1923 nominace na Nobelovu cenu za chemii
- Od roku 1926 člen Německé akademie věd Leopoldina
- Od roku1929 člen Akademie věd v Heidelbergu
- Obdržel medaili Norblada Ekstranda od Švédské chemické společnosti.
- V únoru 1938 byl jmenován čestným členem Asociace rakouských chemiků.
- Od roku 1950 do roku 2020 uděloval Gesellschaft Deutscher Chemiker (Spolek německých chemiků) každé dva roky cenu Alfreda Stocka Memorial Prize za vynikající nezávislý vědecký experimentální výzkum v oblasti anorganické chemie. Cena se skládala ze zlaté medaile a finanční odměny.

## Publikace
- Praktikum der quantitativen anorganischen Analyse. Berlín 1909, (6. Auflage, München 1979).
- Ultrastrukturchemie. Berlín 1920
- Hydrides of boron and silicon. Ithaca (USA) 1933, (Neuausgabe Ithaca (UAS) 1957)
- Die Gefährlichkeit des Quecksilbers und der Amalgam-Zahnfüllungen. Berlín 1928
- Das Atom In: Angewandte Chemie Band 37, Nr. 6, 1924, ISSN 1521-3757, doi:10.1002/ange.19240370602, s. 65–67